# Лейла (серіал, 2024)
«Лейла» (тур. Leyla: Hayat… Aşk… Adalet...) — турецький телесеріал 2024 р. у жанрі драми та створений компанією Ay Yapım В головних ролях — Джемре Байсел, Гонджа Вуслатері, Їгіт Кіразджи, Алперен Дуймаз, Дженгіз Бозкурт, Халіл Ібрагім Джейхан.
Перша серія вийшла в ефір 11 вересня 2024 року. Серіал має 1 сезон. Серіал є адаптацією бразильського серіалу «Проспект Бразилія», 2012 року.

## Сюжет
Лейла — дуже життєрадісна і світла дитина, якій було важко пережити смерть матері. Однак, ледь відійшовши від шоку, вона дізнається про нову неприємну новину — її батько одружується вдруге. Мачуха виявляється зовсім не милою жінкою, якою вона хоче здаватися і Лейлі вдається показати її справжню натуру батькові. Тільки от чоловік трагічно гине, а його дружина відправляє дівчинку жити на звалище. Лейлі доводиться виживати в нелюдських умовах, але завдяки турботі своїх нових знайомих їй вдається не просто вижити, а й знайти прийомну сім'ю. Минуть роки, але жага помсти в її душі стане тільки сильнішою. І одного разу Лейла повернеться до батьківського дому, щоб поквитатися з мачухою.

## Актори та ролі
| Актор                 | Персонаж                  |
| --------------------- | ------------------------- |
| Джемре Байсел         | Лейла Їлмаз / Ела Караджа |
| Гонджа Вуслатері      | Нургюль «Нур» Йилдиз      |
| Їгіт Кіразджи         | Мехмет Алі «Малі» Ерташ   |
| Алперен Дуймаз        | Дживан Йилдиз             |
| Дженгіз Бозкурт       | Сельман Йилдиз            |
| Зейно Ераджар         | Гузіде Ерташ              |
| Мустафа Авкиран       | Неджмеддін «Неко» Ерташ   |
| Діляра Аксюек         | Серап Чімен               |
| Ґамзе Карадуман       | Ферда Йилдиз Ерташ № 1    |
| Халіл Ібрагім Джейхан | Туфан Йилдизз «Туфо»      |
| Бусе Сінем Ірен       | Ферда Йилдиз Ерташ № 2    |
| Мельтем Байток        | Хатідже Йилдиз            |
| Аяз Гюльшен           | «Чіно» / Дживан           |
| Меліса Дуру Унал      | Лейла                     |
| Мері Міна Гокташ      | Іпек Йилдиз               |
| Седа Гювен            | Арзу Ерсой                |
| Мурат Серезлі         | Меліх Ерсой               |
| Ханде Субаші          | Туана                     |
| Мельтем Паміртан      | Сема Караджа              |
| Гюнай Караджаоглу     | Нермін                    |
| Угур Аслан            | Хільмі Їлмаз              |

## Сезони

### Туреччина
| Сезон | Початок сезону  | Фінал сезону  | Кількість серій | Епізоди | Канал ТВ  | День і час трансляції             |
| ----- | --------------- | ------------- | --------------- | ------- | --------- | --------------------------------- |
| 1     | 11 вересня 2024 | 27 липня 2025 | 40              | 1-40    | Kanal NOW | Щосереди, 20.00 / Щонеділі, 20.00 |

## Рейтинги серій
| Серія | Рейтинг (TOTAL) | Рейтинг (AB) | Рейтинг (ABC1) |
| ----- | --------------- | ------------ | -------------- |
| 1.    | 4,87            | 4,00         | 4,69           |
| 2.    | 6,04            | 4,29         | 5,53           |
| 3.    | 6,20            | 4,81         | 6,08           |
| 4.    | 5,41            | 4,71         | 5,43           |
| 5.    | 5,53            | 5,36         | 5,60           |
| 6.    | 5,60            | 5,18         | 5,68           |
| 7.    | 6,45            | 4,69         | 6,54           |
| 8.    | 6,53            | 5,27         | 6,41           |
| 9.    | 6,19            | 5,14         | 6,38           |
| 10.   | 5,88            | 5,78         | 6,35           |
| 11.   | 5,15            | 4,84         | 5,04           |
| 12.   | 5,49            | 5,59         | 5,96           |
| 13.   | 4,84            | 4,85         | 5,56           |
| 14.   | 4,34            | 3,94         | 4,78           |
| 15.   | 4,69            | 5,16         | 5,03           |
| 16.   | 7,40            | 6,84         | 7,48           |
| 17.   | 7,07            | 7,14         | 7,70           |
| 18.   | 5,58            | 6,16         | 6,51           |
| 19.   | 4,77            | 4,42         | 5,22           |
| 20.   | 4,89            | 5,06         | 5,87           |
| 21.   | 4,66            | 5,03         | 5,06           |
| 22.   | 4,27            | 4,58         | 4,82           |
| 23.   | 4,47            | 4,28         | 4,94           |
| 24.   | 4,38            | 4,85         | 5,25           |
| 25.   | 4,00            | 4,03         | 4,39           |
| 26.   | 3,81            | 3,37         | 3,85           |
| 27.   | 3,62            | 3,89         | 3,84           |
| 28.   | 3,85            | 4,03         | 3,74           |
| 29.   | 3,27            | 3,16         | 3,21           |
| 30.   | 3,25            | 3,46         | 3,24           |
| 31.   | 3,67            | 3,59         | 4,42           |
| 32.   | 2,85            | 2,76         | 3,01           |
| 33.   | 2,98            | 2,88         | 2,83           |
| 34.   | 2,87            | 3,64         | 2,96           |
| 35.   | 2,87            | 2,93         | 2,78           |
| 36.   | 2,77            | 2,15         | 2,24           |
| 37.   | 2,98            | 2,29         | 2,52           |